# Mimaropa
Mimaropa és una regió de les Filipines, designada com a Regió IV-B. Va ser creada el 17 de maig de 2002, a partir de la divisió de Tagàlog Meridional (Regió IV) en dues parts: CALABARZON (Regió IV-A) i MIMAROPA (Regió IV-B).
El nom de la regió és un acrònim de les cinc províncies que formen part de la regió: MIndoro (per les províncies de Mindoro Occidental i Mindoro Oriental), MArinduque, ROmblon i PAlawan. La regió comprèn també la ciutat autònoma de Puerto Princesa.
El 23 de maig de 2005, la província de Palawan i la ciutat de Puerto Princesa van ser transferides a la regió VI (Visayas Occidentals) mitjançant l'Ordre Executiva Núm. 429. Com a conseqüència, la regió IV-B va canviar el seu nom pel de MIMARO. De totes maneres, el 19 d'agost del mateix any la presidenta Gloria Macapagal-Arroyo va emetre l'Ordre Administrativa Núm. 129, que invalidava el canvi anterior. A data d'octubre de 2010, Palawan i Puerto Princesa formen part de la regió IV-A.
La superfície de la regió és de 29.621 km². Segons el cens de 2007, té una població de 2.559.791 habitants i una densitat de 86,4 hab/km², dada que la converteix en la segona regió menys densament poblada del país.

## Subdivisió administrativa
La regió de MIMAROPA està composta per les següents unitats administratives de primer ordre:
| Província/Ciutat            | Capital         | Població (2007) | Àrea (km²) | Densitat de població (per km²) |
| --------------------------- | --------------- | --------------- | ---------- | ------------------------------ |
| Prov. de Marinduque         | Boac            | 229.636         | 952,58     | 241,1                          |
| Prov. de Mindoro Occidental | Mamburao        | 421.952         | 5.865,7    | 71,9                           |
| Prov. de Mindoro Oriental   | Calapan         | 735.769         | 4.238,4    | 173,6                          |
| Prov. de Palawan            | Puerto Princesa | 682.152         | 14.649,7   | 46,6                           |
| Prov. de Romblon            | Romblon         | 279.774         | 1.533,5    | 182,4                          |
|                             |                 |                 |            |                                |
| Ciutat de Puerto Princesa   | —               | 210.508         | 2.381,0    | 88,4                           |
|                             |                 |                 |            |                                |
| MIMAROPA                    | Calapan         | 2.559.791       | 29.620,9   | 86,4                           |

Tot i que Puerto Princesa és sovint agrupada dins de la província de Palawan amb finalitats estadístiques per l'Oficina Nacional d'Estadística, com a ciutat altament urbanitzada és administrativament independent de la seva província.